# 矮小梅花草
矮小梅花草（学名：Parnassia humilis）为卫矛科梅花草属下的一个种。种加名 humilis 意为“矮的”。